# 3373 Koktebelia
3373 Koktebelia eller 1978 QQ2 är en asteroid i huvudbältet som upptäcktes den 31 augusti 1978 av den rysk-sovjetiske astronomen Nikolaj Tjernych vid Krims astrofysiska observatorium på Krim. Den har fått sitt namn efter byn Koktebel på Krim.
Asteroiden har en diameter på ungefär 4 kilometer.